# Chang Ch'ün
|  | Per la ciutat, vegeu Changchun. |

Chang Ch'ün (xinès tradicional: 張羣)  (Huayang, 9 de maig de 1889 - Taipei, 14 de desembre de 1990) va ser primer ministre de la República de la Xina i membre destacat del Guomindang. Va exercir com a secretari general del president de la República de 1954 a 1972 i assessor principal dels presidents Chiang Kai-shek, Yen Chia-kan, Chiang Ching-kuo i Lee Teng-hui. Sota la influència de la seva dona, Ma Yu-ying, es va convertir en cristià a la dècada de 1930.